# Nantouillet
Nantouillet est une commune française située dans le département de Seine-et-Marne en région Île-de-France.

## Géographie

### Localisation
Le village se situe dans la petite région naturelle de la Goële, à 8,5 km à l'est de Mitry-Mory.

### Communes limitrophes
| Thieux | Juilly       | Montgé-en-Goële |
|        | Nantouillet  | Vinantes        |
|        | Saint-Mesmes |                 |

### Géologie et relief
L'altitude varie de 63 mètres à 118 mètres pour le point le plus haut , le centre du bourg se situant à environ 85 mètres d'altitude (mairie). La commune est classée en zone de sismicité 1, correspondant à une sismicité très faible.

### Hydrographie

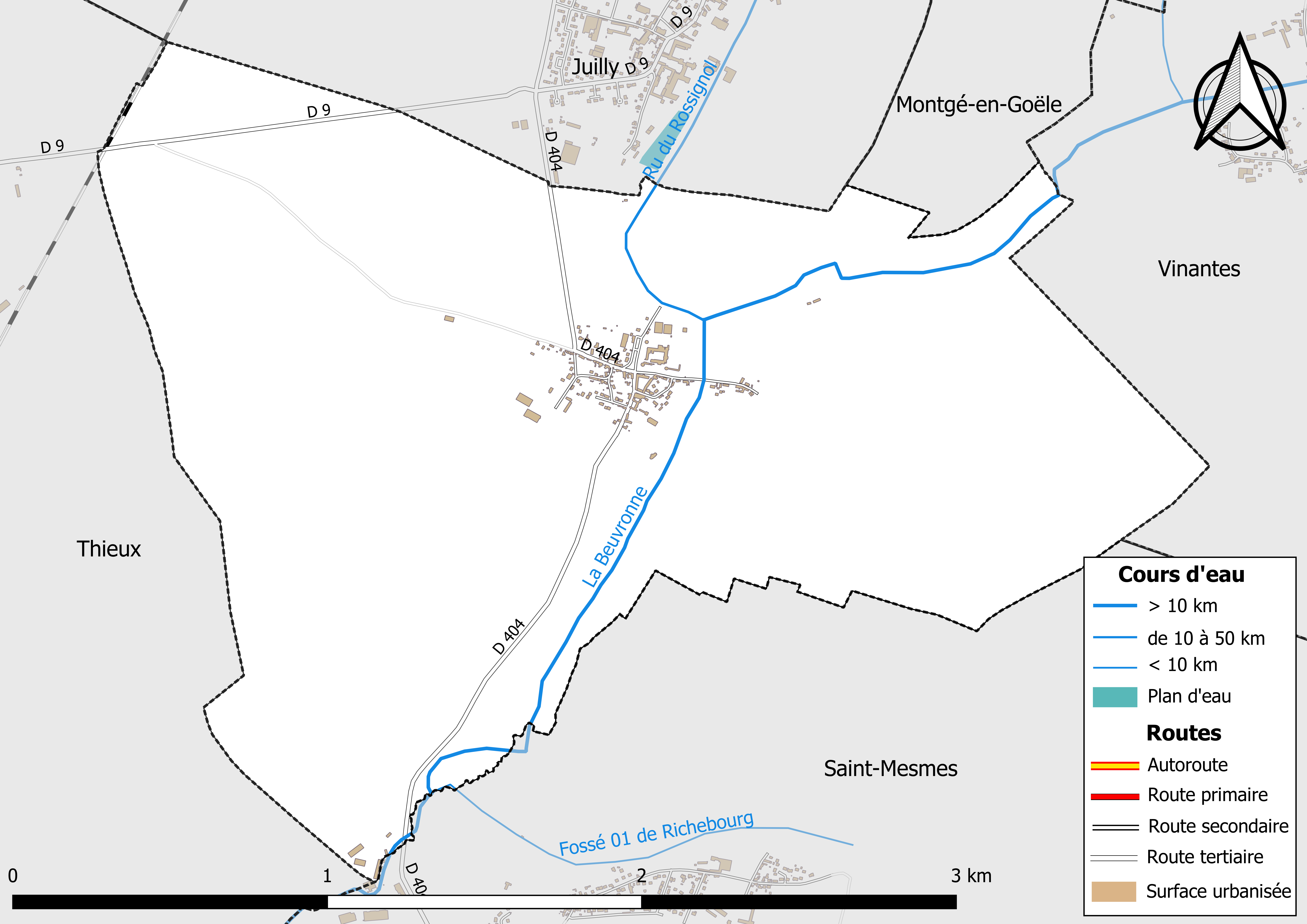
Carte des réseaux hydrographique et routier de Nantouillet.

Le réseau hydrographique de la commune se compose de trois cours d'eau référencés :
- la rivière Beuvronne ou ru de l’abîme (autre toponyme), longue de 23,90 km[3], affluent en rive droite de la Marne ; 
  - le ru du Rossignol (ou ru de l'Arzillère), long de 5,40 km[4], affluent de la Beuvronne ;
  - le fossé 01 de Richebourg , 1,46 km[5], qui conflue avec la Beuvronne.

La longueur totale des cours d'eau sur la commune est de 4,06 km.

### Climat
Pour des articles plus généraux, voir Climat de l'Île-de-France et Climat de Seine-et-Marne.
En 2010, le climat de la commune est de type climat océanique dégradé des plaines du Centre et du Nord, selon une étude du CNRS s'appuyant sur une série de données couvrant la période 1971-2000. En 2020, Météo-France publie une typologie des climats de la France métropolitaine dans laquelle la commune est exposée à un climat océanique altéré et est dans une zone de transition entre les régions climatiques « Sud-ouest du bassin Parisien » et « Nord-est du bassin Parisien ».
Pour la période 1971-2000, la température annuelle moyenne est de 11 °C, avec une amplitude thermique annuelle de 15,1 °C. Le cumul annuel moyen de précipitations est de 720 mm, avec 10,8 jours de précipitations en janvier et 8 jours en juillet. Pour la période 1991-2020, la température moyenne annuelle observée sur la station météorologique la plus proche, située sur la commune du Plessis-Belleville à 11 km à vol d'oiseau, est de 11,4 °C et le cumul annuel moyen de précipitations est de 661,7 mm,. Pour l'avenir, les paramètres climatiques de la commune estimés pour 2050 selon différents scénarios d'émission de gaz à effet de serre sont consultables sur un site dédié publié par Météo-France en novembre 2022.

### Milieux naturels et biodiversité
Aucun espace naturel présentant un intérêt patrimonial n'est recensé sur la commune dans l'inventaire national du patrimoine naturel,,.

## Urbanisme

### Typologie
Au 1er janvier 2024, Nantouillet est catégorisée commune rurale à habitat dispersé, selon la nouvelle grille communale de densité à sept niveaux définie par l'Insee en 2022.
Elle est située hors unité urbaine. Par ailleurs la commune fait partie de l'aire d'attraction de Paris, dont elle est une commune de la couronne,. Cette aire regroupe 1 929 communes,.

### Lieux-dits et écarts
La commune compte 44 lieux-dits administratifs répertoriés consultables ici.

### Occupation des sols
L'occupation des sols de la commune, telle qu'elle ressort de la base de données européenne d’occupation biophysique des sols Corine Land Cover (CLC), est marquée par l'importance des territoires agricoles (92,4 % en 2018), en augmentation par rapport à 1990 (87,2 %). La répartition détaillée en 2018 est la suivante : 
terres arables (86,8 %), forêts (7,6 %), zones agricoles hétérogènes (5,5 %).
Parallèlement, L'Institut Paris Région, agence d'urbanisme de la région Île-de-France, a mis en place un inventaire numérique de l'occupation du sol de l'Île-de-France, dénommé le MOS (Mode d'occupation du sol), actualisé régulièrement depuis sa première édition en 1982. Réalisé à partir de photos aériennes, le Mos distingue les espaces naturels, agricoles et forestiers mais aussi les espaces urbains (habitat, infrastructures, équipements, activités économiques, etc.) selon une classification pouvant aller jusqu'à 81 postes, différente de celle de Corine Land Cover,,. L'Institut met également à disposition des outils permettant de visualiser par photo aérienne l'évolution de l'occupation des sols de la commune entre 1949 et 2018.

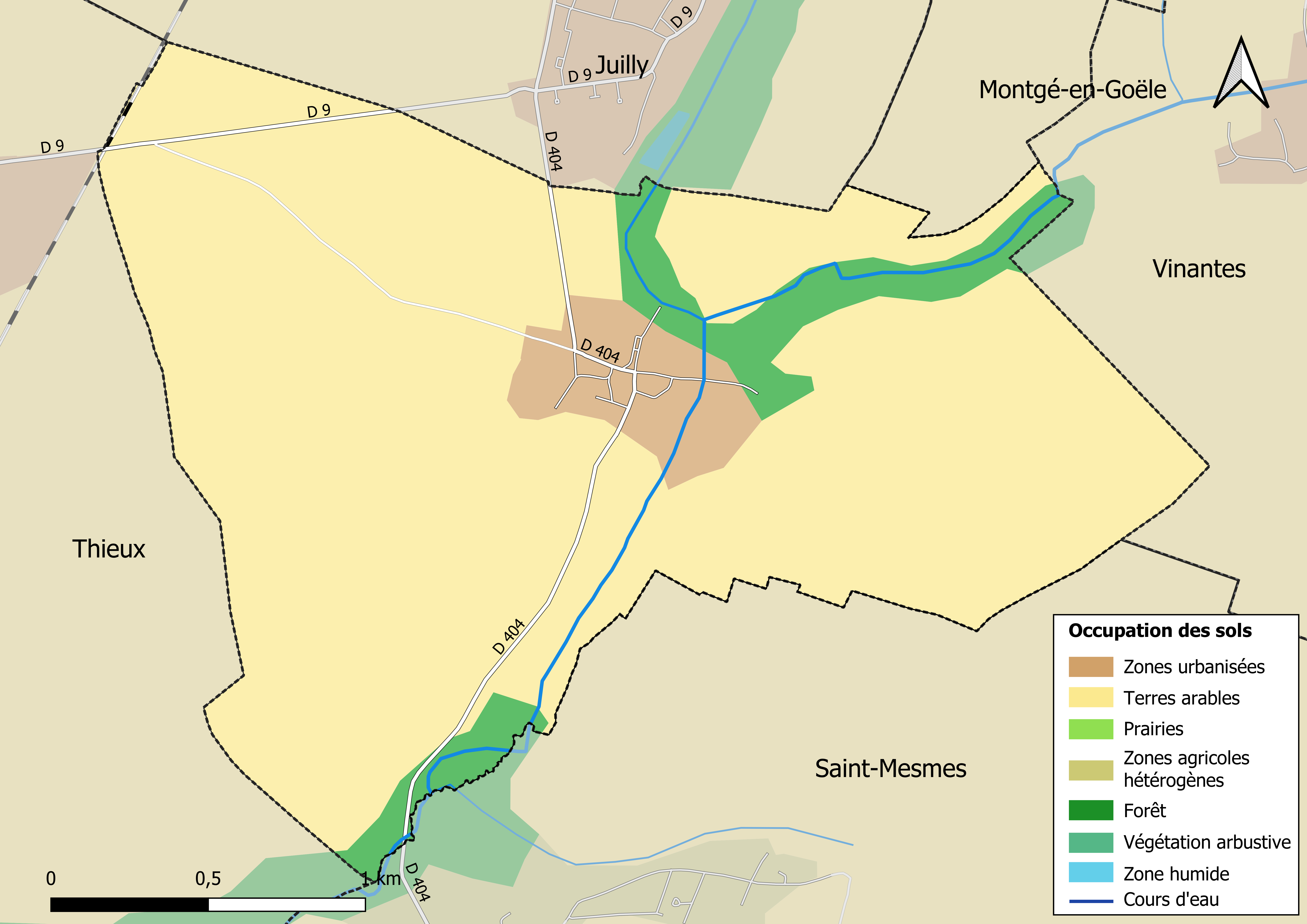
Carte des infrastructures et de l'occupation des sols en 2018 (CLC) de la commune.
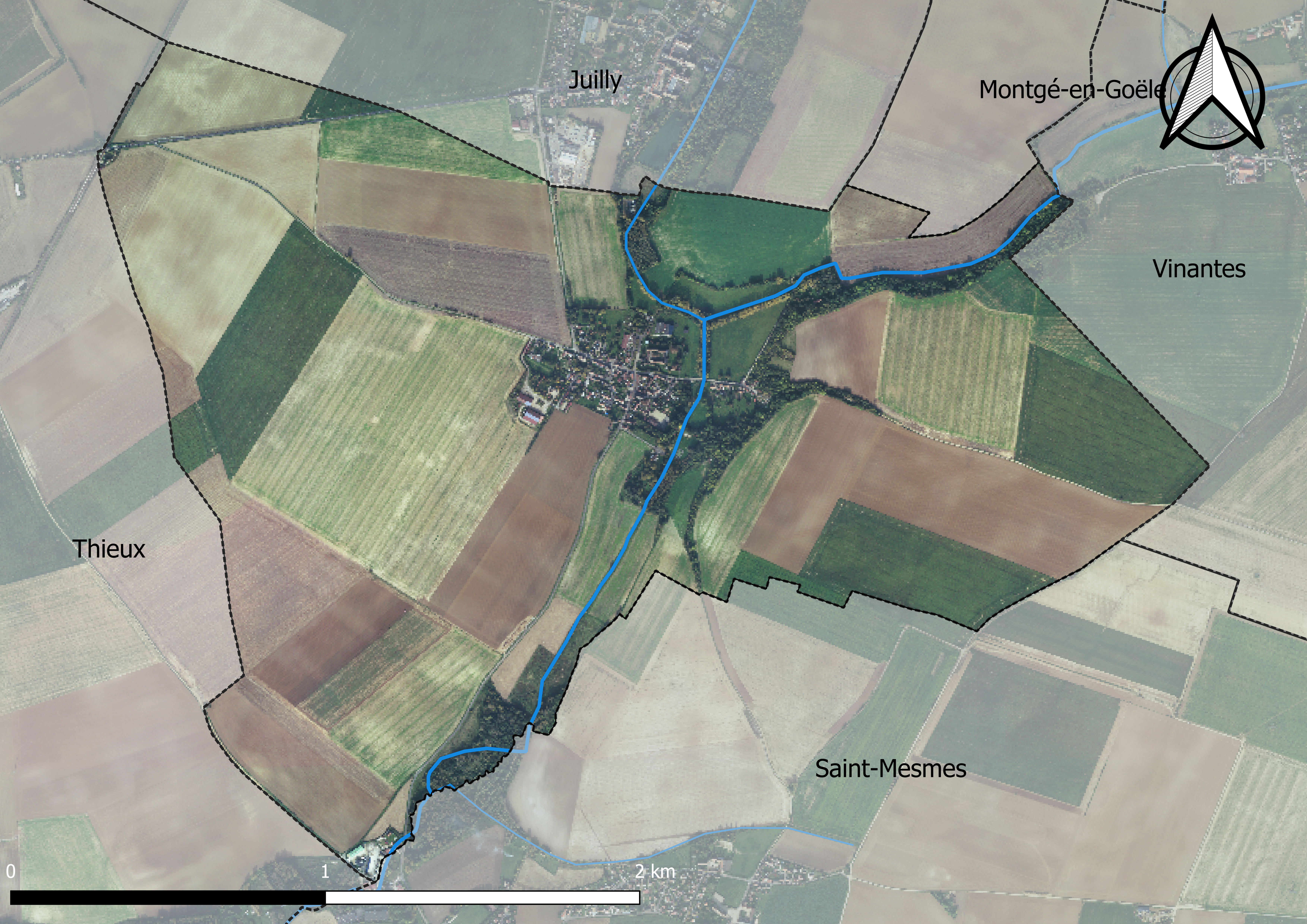
Carte orhophotogrammétrique de la commune.

### Planification
La loi SRU du 13 décembre 2000 a incité les communes à se regrouper au sein d’un établissement public, pour déterminer les partis d’aménagement de l’espace au sein d’un SCoT, un document d’orientation stratégique des politiques publiques à une grande échelle et à un horizon de 20 ans et s'imposant aux documents d'urbanisme locaux, les PLU (Plan local d'urbanisme). La commune est dans le territoire du SCOT Roissy Pays de France, approuvé le 19 décembre 2019 et porté par la communauté d’agglomération Roissy Pays de France.
La commune, en 2019, avait engagé l'élaboration d'un plan local d'urbanisme.

### Logement
En 2014, le nombre total de logements dans la commune était de 106 (dont 96,2 % de maisons et 3,8 % d’appartements).
Parmi ces logements, 92,3 %  étaient des résidences principales, 3,3 %  des résidences secondaires et 4,4 %  des logements vacants.
La part des ménages propriétaires de leur résidence principale s’élevait à 79,6 % contre 16,3 % de locataires.

### Voies de communication et transports
La commune est desservie par la gare de Thieux - Nantouillet, située à Thieux sur la ligne de La Plaine à Hirson et Anor (frontière) et desservie par les trains de la ligne K du Transilien (Paris-Nord - Crépy-en-Valois).

## Toponymie
Le nom de la localité est mentionné sous les formes Nantoliolum vers 1161 ; J. de Nanteletto en 1207 ; Nantholiolum en 1264 ; G. de Nantolleto en 1265 ; Nantololium en 1266 ; Nantoletum en 1270 ; Nanthoilletum en 1275 ; Nantaulleium et Nantouleium au XIIIe siècle ; Nantollet, Nantoillet et Nantoullet au XIVe siècle et 1450 ; Nanthoillet en 1463 ; Nantoulleit en 1496 ; Nantouleit au XVe siècle ; Nanthouillet en 1541.
Nantouillet : du celte nanto, voire Nanteuil avec une désinence 
diminutive, le « petit vallon humide ».

## Histoire
Anciennement Nantoletium, le fief appartient au début du XVIe siècle au cardinal Antoine Duprat, prélat et chancelier de François Ier, et auparavant son précepteur. Il y fit édifier l'église ainsi qu'un magnifique château de brique dans le style de la première Renaissance.

## Politique et administration

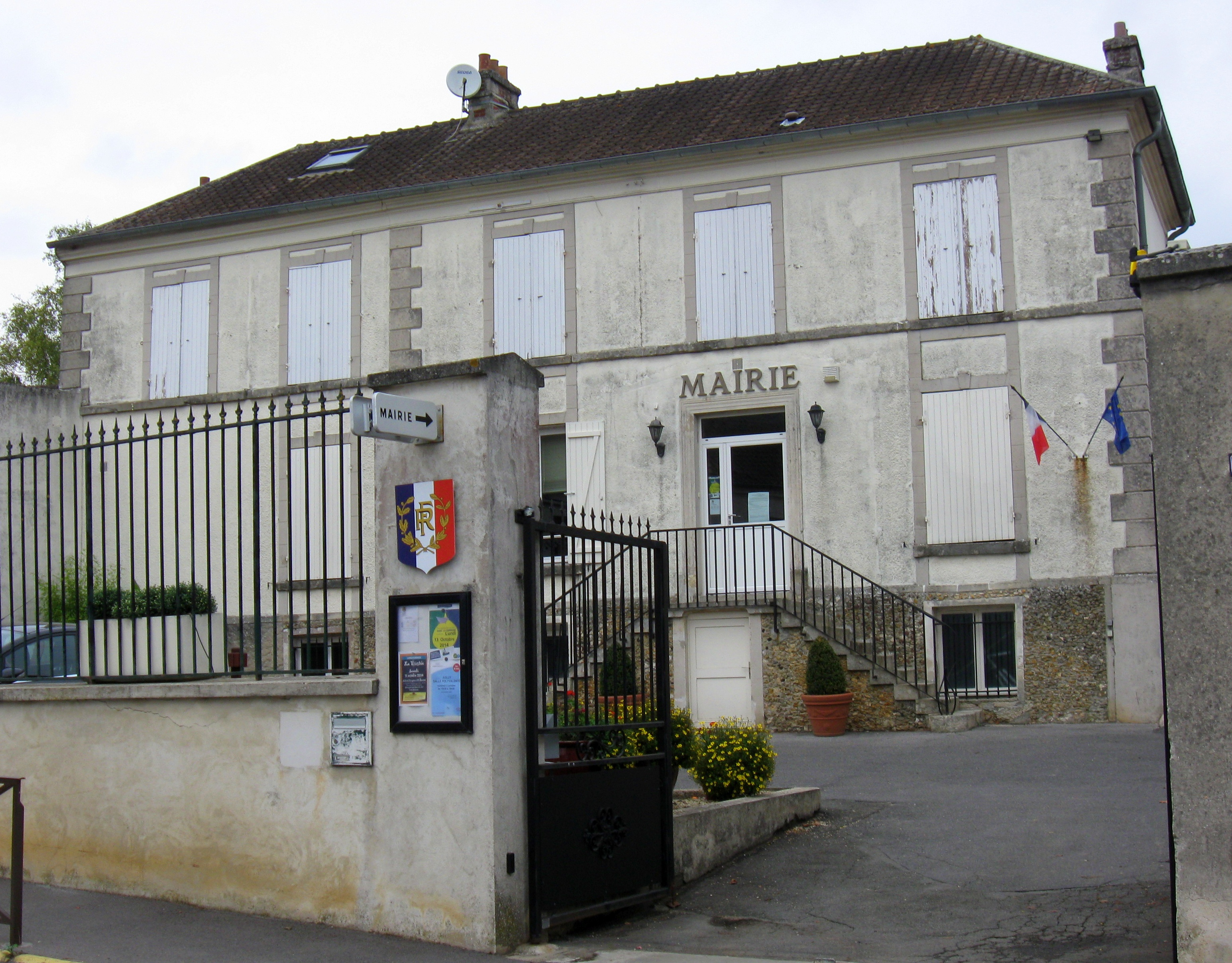
La mairie.

### Tendances politiques et résultats

#### Élections nationales
- Élection présidentielle de 2017[45]: 28,33 % pour Emmanuel Macron (REM), 43,89 % pour Marine Le Pen (FN), 77,22 % de participation.

### Liste des maires
| Période                                  | Période                       | Identité             | Étiquette | Qualité |
| ---------------------------------------- | ----------------------------- | -------------------- | --------- | --- |
| Les données manquantes sont à compléter. |                               |                      |           | |
| mars 2001                                | mars 2008                     | Dominique Trousselle |           | agent RATP |
| mars 2008                                | 2012                          | Bruno Depardieu      |           | Démissionnaire |
| 2012                                     | En cours (au 16 février 2016) | Yannick Urbaniak     |           | électricien Vice-président de la CC Plaines et Monts de France (2014 → ) Réélu pour les mandats 2014-2020 et 2020-2026 |

## Équipements et services

### Eau et assainissement
L’organisation de la distribution de l’eau potable, de la collecte et du traitement des eaux usées et pluviales relève des communes. La loi NOTRe de 2015 a accru le rôle des EPCI à fiscalité propre en leur transférant cette compétence. Ce transfert devait en principe être effectif au 1er janvier 2020, mais la loi Ferrand-Fesneau du 3 août 2018 a introduit la possibilité d’un report de ce transfert au 1er janvier 2026,.

#### Assainissement des eaux usées
En 2020, la gestion du service d'assainissement collectif de la commune de Nantouillet est assurée par la communauté de communes Plaines et monts de France (CCPMF) pour la collecte, le transport et la dépollution,,.
L’assainissement non collectif (ANC) désigne les installations individuelles de traitement des eaux domestiques qui ne sont pas desservies par un réseau public de collecte des eaux usées et qui doivent en conséquence traiter elles-mêmes leurs eaux usées avant de les rejeter dans le milieu naturel. La communauté de communes Plaines et monts de France (CCPMF) assure pour le compte de la commune le service public d'assainissement non collectif (SPANC), qui a pour mission de vérifier la bonne exécution des travaux de réalisation et de réhabilitation, ainsi que le bon fonctionnement et l’entretien des installations,.

#### Eau potable
En 2020, l'alimentation en eau potable est assurée par la communauté de communes Plaines et monts de France (CCPMF) qui en a délégué la gestion à l'entreprise Suez, dont le contrat expire le 22 juillet 2021,.

## Population et société

### Démographie
L'évolution du nombre d'habitants est connue à travers les recensements de la population effectués dans la commune depuis 1793. Pour les communes de moins de 10 000 habitants, une enquête de recensement portant sur toute la population est réalisée tous les cinq ans, les populations de référence des années intermédiaires étant quant à elles estimées par interpolation ou extrapolation. Pour la commune, le premier recensement exhaustif entrant dans le cadre du nouveau dispositif a été réalisé en 2005.

En 2022, la commune comptait 303 habitants, en évolution de +10,18 % par rapport à 2016 (Seine-et-Marne : +3,92 %, France hors Mayotte : +2,11 %).
| 1793 | 1800 | 1806 | 1821 | 1831 | 1836 | 1841 | 1846 | 1851 |
| ---- | ---- | ---- | ---- | ---- | ---- | ---- | ---- | ---- |
| 363  | 367  | 325  | 299  | 294  | 263  | 315  | 285  | 280  |

| 1856 | 1861 | 1866 | 1872 | 1876 | 1881 | 1886 | 1891 | 1896 |
| ---- | ---- | ---- | ---- | ---- | ---- | ---- | ---- | ---- |
| 231  | 226  | 206  | 217  | 229  | 212  | 221  | 233  | 249  |

| 1901 | 1906 | 1911 | 1921 | 1926 | 1931 | 1936 | 1946 | 1954 |
| ---- | ---- | ---- | ---- | ---- | ---- | ---- | ---- | ---- |
| 256  | 287  | 260  | 258  | 265  | 250  | 212  | 235  | 256  |

| 1962 | 1968 | 1975 | 1982 | 1990 | 1999 | 2005 | 2006 | 2010 |
| ---- | ---- | ---- | ---- | ---- | ---- | ---- | ---- | ---- |
| 284  | 294  | 208  | 179  | 181  | 264  | 278  | 267  | 267  |

| 2015 | 2020 | 2022 | - | - | - | - | - | - |
| ---- | ---- | ---- | - | - | - | - | - | - |
| 277  | 293  | 303  | - | - | - | - | - | - |

### Enseignement
La commune ne dispose pas d’école primaire publique (maternelle ou élémentaire).

## Économie

### Revenus de la population et fiscalité
En 2017, le nombre de ménages fiscaux de la commune était de 97, représentant 257 personnes et la  médiane du revenu disponible par unité de consommation  de 23 790 euros.

### Emploi
En 2014, le nombre total d’emploi dans la zone était de 41, occupant 149 actifs  résidants (salariés et non-salariés) .
Le taux d’activité de la population âgée de 15 à 64 ans s'élevait à  80,9 % contre un taux de chômage (au sens du recensement) de 5,1 %. Les inactifs se répartissent de la façon suivante : étudiants et stagiaires non rémunérés 10,8 %, retraités ou préretraités 3,1 %, autres inactifs 5,2 %.

### Entreprises et commerces
En 2015, le nombre d'établissements actifs était de 25 dont 2 dans l'agriculture-sylviculture-pêche, 4 dans l’industrie, 5 dans la construction, 13 dans le commerce-transports-services divers et 1  étaient relatifs au secteur administratif.
Ces établissements ont pourvu 13 postes salariés.
- Z.A. du moulin de Toussac, un hectare.

### Secteurs d'activité

#### Agriculture
Nantouillet est dans la petite région agricole dénommée la « Goële et Multien », regroupant deux petites régions naturelles, respectivement la Goële et le pays de Meaux (Multien). En 2010, l'orientation technico-économique de l'agriculture sur la commune est diverses cultures (hors céréales et oléoprotéagineux, fleurs et fruits).
Si la productivité agricole de la Seine-et-Marne se situe dans le peloton de tête des départements français, le département enregistre un double phénomène de disparition des terres cultivables (près de 2 000 ha par an dans les années 1980, moins dans les années 2000) et de réduction d'environ 30 % du nombre d'agriculteurs dans les années 2010. Cette tendance n'est pas confirmée au niveau de la commune qui voit le nombre d'exploitations rester constant entre 1988 et 2010. Parallèlement, la taille de ces exploitations diminue, passant de 219 ha en 1988 à 219 ha en 2010.
Le tableau ci-dessous présente les principales caractéristiques des exploitations agricoles de Nantouillet, observées sur une période de 22 ans : 
|                                      | 1988 | 2000 | 2010 |
| ------------------------------------ | ---- | ---- | ---- |
| Dimension économique,                |      |      |      |
| Nombre d’exploitations (u)           | 2    | 2    | 2    |
| Travail (UTA)                        | 6    | 6    | 7    |
| Surface agricole utilisée (ha)       | 438  | 484  | 437  |
| Cultures                             |      |      |      |
| Terres labourables (ha)              | s    | s    | s    |
| Céréales (ha)                        | s    | s    | s    |
| dont blé tendre (ha)                 | s    | s    | s    |
| dont maïs-grain et maïs-semence (ha) | s    |      | s    |
| Tournesol (ha)                       | s    |      |      |
| Colza et navette (ha)                | s    | s    | s    |
| Élevage                              |      |      |      |
| Cheptel (UGBTA)                      | 0    | 0    | 0    |

## Culture locale et patrimoine

### Lieux et monuments

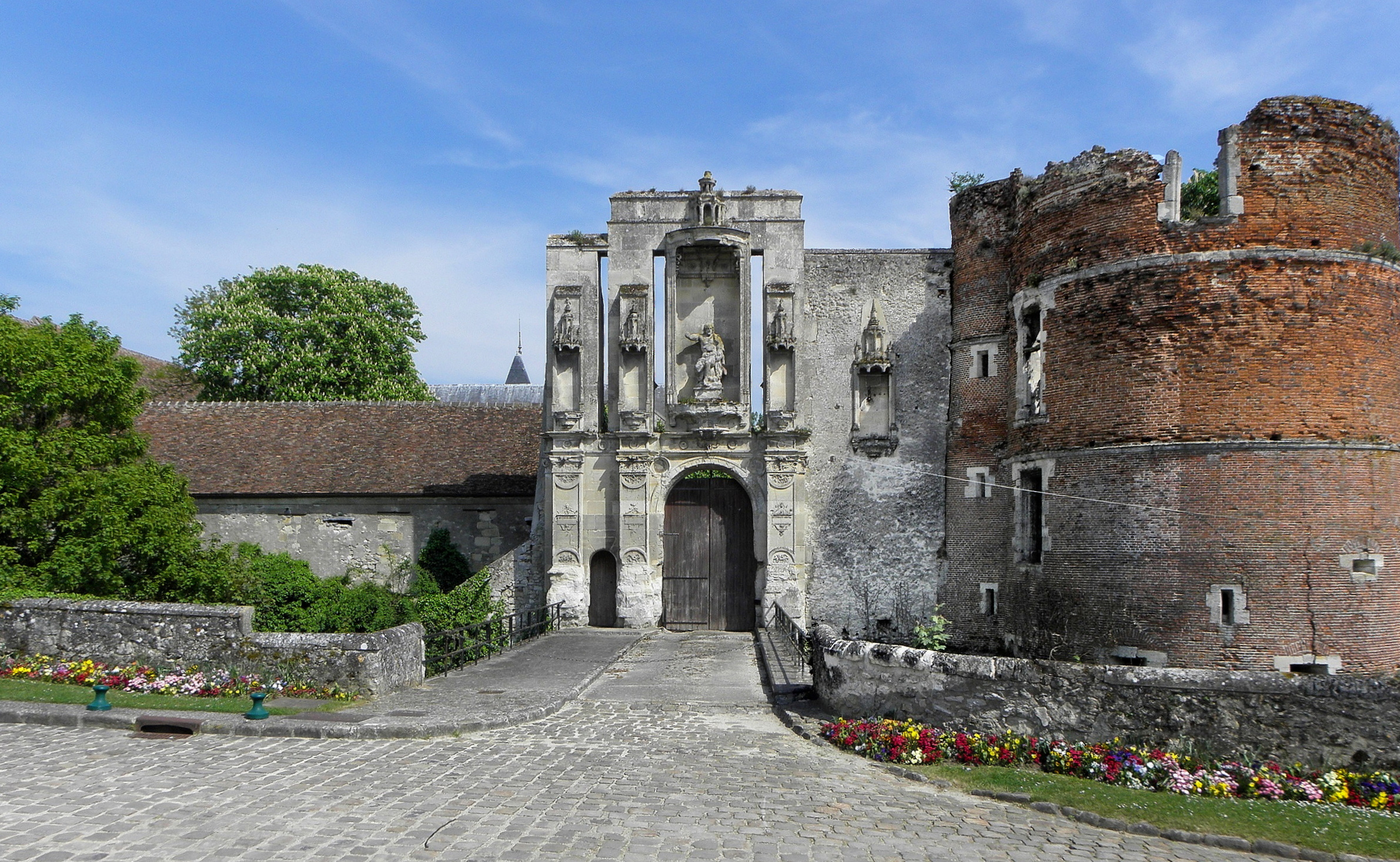
Le château.

- Le château (classé Monument historique[66]) édifié vers 1525 par Antoine Duprat est l'un des premiers châteaux Renaissance construit en Île-de-France. Son enceinte est flanquée de trois tours circulaires et entouré de fossés ; le portail monumental sculpté au décor de pilastres est surmonté d'un linteau sculpté portant des niches aujourd'hui dépourvues de statues sauf le dais central (statue mutilée de Jupiter tonnant avec une devise latine). Le corps de logis composé de trois ailes disposées autour de la cour d'honneur a conservé ses fenêtres à meneaux et des portes sculptées d'arabesques et de coquillages. L'ensemble de l'édifice est malheureusement dans un état assez dégradé.

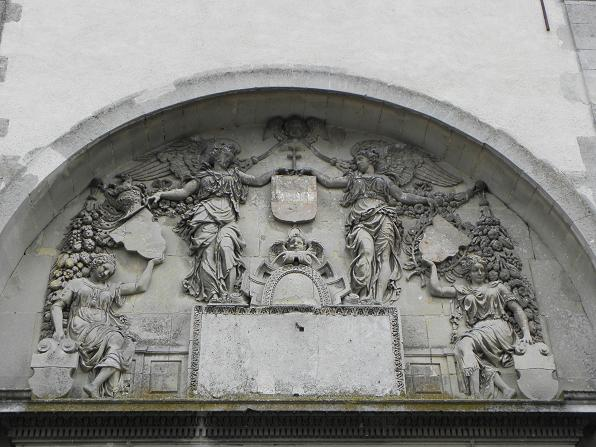
Tympan du portail occidental de l'église.

- L'église Saint-Denis, rebâtie au XVIe siècle (classée Monument historique[67]) est empreinte du style Renaissance. Son portail est traité à la façon d'un arc de triomphe, le tympan est constitué de quatre femmes se détachant de guirlandes de fleurs et de fruits, ensemble exécuté par l'école de Jean Goujon[Note 7].

### Personnalités liées à la commune
- Antoine Duprat, prélat et chancelier de François Ier, est décédé à Nantouillet en 1535.
- David Boilat (1814-1901), un des premiers prêtres indigènes du Sénégal, est décédé sur le territoire de cette commune.